# Opus vermiculatum

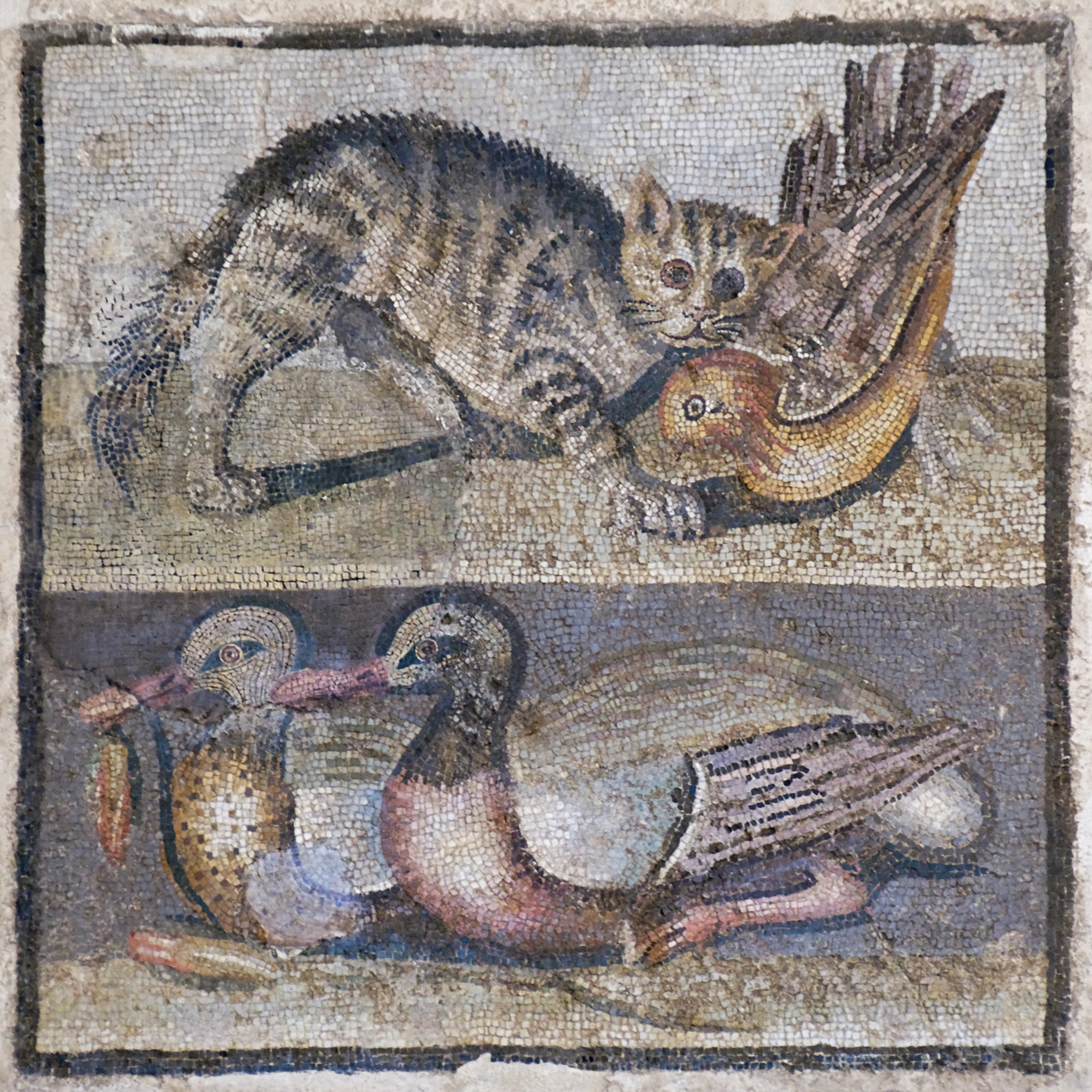
Dibujo central de un mosaico de piso con un gato y dos patos, primer cuarto del, Museo Nacional Romano.

Opus vermiculatum es un método de colocación de teselas utilizado en la elaboración de mosaicos para resaltar el contorno alrededor de una figura; puede ser de una o más filas y puede también proporcionar contraste de fondo, por ejemplo, como una sombra, a veces con opus tessellatum. El contorno creado a menudo es tenue y compensado por un fondo oscuro para mayor contraste. El nombre opus vermiculatum literalmente significa «como el trabajo del gusano» y es descrita como una de las formas más exigentes y elaboradas de trabajar el mosaico. Generalmente el opus vermiculatum pretende poner énfasis en los detalles principales del diseño y en el primer plano de una obra, con un efecto de halo suave y fluido. A veces se utilizaba solo alrededor de la cabeza de una figura. Las teselas utilizadas solían ser cuadradas pero pueden ser de diferentes formas.

## Historia
El opus vermiculatum se originó en Grecia, un poco más tarde que otros métodos para elaboración de mosaicos. El primer ejemplo conocido es el mosaico de Sophilos de Thmuis, que ha sido fechado alrededor 200 a. C.. El método se propagó por todo el mundo helenístico, por ejemplo, ejemplos famosos se han encontrado en la isla de Delos. En Egipto se utilizaba para la decoración de las tumbas desde finales del siglo III hasta el siglo I a. C. y en Siria sobrevivió hasta épocas más recientes. El mosaico del Nilo tiene un uso muy refinado del color y muestra un desarrollo avanzado, esto puede indicar que la técnica se basa en la pintura.
En el siglo I a. C. llegó a Italia junto con otras técnicas de elaboración de mosaicos, en Pompeya se han encontrado muchos ejemplos de este estilo. Un trabajo notable en particular retrata una escena crucial de la batalla de Issos y posiblemente fue copiado de un fresco o pintura griega del siglo IV a. C.. El uso del opus vermiculatum declinó después del siglo I d. C., pero continuó empleándose para elaborar mosaicos romanos finos hasta el siglo IV. Por entonces, los mosaicos se estaban volviendo cada vez más impresionistas, aprovechando el reflejo cristalino de las teselas, que se adaptaba mejor al opus tessellatum, que finalmente lo sustituyó.